# مردگان متحرک (فصل ۷)
پخش فصل هفتم سریال مردگان متحرک محصول شبکه ای‌ام‌سی از ۲۳ اکتبر ۲۰۱۶ آغاز شد. این فصل ۱۶ شامل قسمت است.

## خلاصه داستان
ریک گرایمز ( اندرو لینکولن )که در قسمت پایانی فصل 6 به دام ناجی‌ها افتاده بود اینجا دو تن از عزیز‌ترین دوستانش یعنی آبراهام و گلن (استیون ین ) را از دست میدهد و تا مدتی نه چندان طولانی، الکساندریا به مستعمرهٔ نیگان (جفری دین مورگان) تبدیل می‌شود.
نهایتا پس از کلی صحبت‌های دیگران، ریک راضی می‌شود تا با ناجی‌ها وارد جنگ شود.
از آنجا که ریک قوای کافی برای مقابله با ناجی هارا ندارد؛ با منطقهٔ هیلتاپ متحد می‌شود و توسط مسیح (تام پین) با پادشاهی آشنا می‌شود.
پادشاه ازیکیل، فرمانروای نسبتا متوهم پادشاهی، ابتدا مخالفت کرده ولی پس از مرگ یکی از نزدیک‌ترین افرادش به دست ناجی‌ها و با اصرار کارول، با الکساندریا و هیلتاپ متحد می‌شود.
هنگام روز موعود، زمانی که ناجی‌ها فرا میرسند، دیگر متحد ریک یعنی مردم زباله دانی یا گاربیج‌ها به رهبری جیدیس (پولیانا مک‌اینتاش) به ریک خیانت کرده و سمت جبهه نیگان میروند.
در اپیزود پایانی، جنگ سختی میان منجی‌ها و هیلتاپ،الکساندریا و پادشاهی رخ میدهد و پیروز این جنگ ریک است اما این جنگ دنباله‌دار بوده و در فصل هشتم ادامه می یابد.

## بازیگران اصلی
- اندرو لینکولن در نقش ریک گریمز
- چندلر ریگز در نقش کارل گریمز
- نورمن ریداس در نقش دریل دیکسون
- استیون ین در نقش گلن ری
- ملیسا مک براید در نقش کارول پلیتر
- لورن کوهن در نقش مگی گرین
- دانای گوریرا در نقش میشون
- سنیکا مارتین-گرین در نقش ساشا
- آلانا مسترسون در نقش تارا کامبلر
- مایکل کادلیتز در نقش آبراهام فورد
- جاش مک درمیت در نقش یوجین پورتر
- کریستین سراتوس در نقش رزیتا اسپینوسا
- سث گیلیام در نقش گابریل استوکس
- جفری دین مورگان در نقش نیگان
- آستین نیکولز در نقش اسپنسر مونرو
- آستین آملیو در نقش دووایت
- تام پین در نقش جیزِز
- زاندر برکلی در نقش گرگوری

## قسمت‌ها
| شم. کلی | شم. در فصل | عنوان                      | کارگردان              | نویسنده                                         | تاریخ انتشار اصلی | U.S. تعداد بیننده (میلیون) |
| ------- | ---------- | -------------------------- | --------------------- | ----------------------------------------------- | ----------------- | -------------------------- |
| 84      | 1          | «روزی می‌رسد که نباشی»      | Greg Nicotero         | Scott M. Gimple                                 | ۲۳ اکتبر ۲۰۱۶     | 17.03                      |
| 85      | 2          | «خوب»                      | Greg Nicotero         | Matthew Negrete                                 | ۳۰ اکتبر ۲۰۱۶     | 12.46                      |
| 86      | 3          | «سلول»                     | Alrick Riley          | Angela Kang                                     | ۶ نوامبر ۲۰۱۶     | 11.72                      |
| 87      | 4          | «خدمت»                     | David Boyd            | Corey Reed                                      | ۱۳ نوامبر ۲۰۱۶    | 11.40                      |
| 88      | 5          | «اینکاره‌ها»                | Darnell Martin        | Channing Powell                                 | ۲۰ نوامبر ۲۰۱۶    | 11.00                      |
| 89      | 6          | «قسَم»                      | Michael E. Satrazemis | David Leslie Johnson                            | ۲۷ نوامبر ۲۰۱۶    | 10.40                      |
| 90      | 7          | «آوازی برایم بخوان»        | Rosemary Rodriguez    | Angela Kang & Corey Reed                        | ۴ دسامبر ۲۰۱۶     | 10.48                      |
| 91      | 8          | «قلب‌ها هنوز می‌تپند»        | Michael E. Satrazemis | Matthew Negrete & Channing Powell               | ۱۱ دسامبر ۲۰۱۶    | 10.58                      |
| 92      | 9          | «سنگ در راه»               | Greg Nicotero         | Angela Kang                                     | ۱۲ فوریه ۲۰۱۷     | 12.00                      |
| 93      | 10         | «دوستان صمیمی جدید»        | Jeffrey F. January    | Channing Powell                                 | ۱۹ فوریه ۲۰۱۷     | 11.08                      |
| 94      | 11         | «بدخواهان و مصایب»         | Kari Skogland         | David Leslie Johnson                            | ۲۶ فوریه ۲۰۱۷     | 10.42                      |
| 95      | 12         | «بگو بله»                  | Greg Nicotero         | Matthew Negrete                                 | ۵ مارس ۲۰۱۷       | 10.16                      |
| 96      | 13         | «مرا اینجا دفن کن»         | Alrick Riley          | Scott M. Gimple                                 | ۱۲ مارس ۲۰۱۷      | 10.68                      |
| 97      | 14         | «آن‌سو»                     | Michael E. Satrazemis | Angela Kang                                     | ۱۹ مارس ۲۰۱۷      | 10.32                      |
| 98      | 15         | «چیزی که به آن نیاز دارند» | Michael Slovis        | Corey Reed                                      | ۲۶ مارس ۲۰۱۷      | 10.54                      |
| 99      | 16         | «اولین روز بقیه عمرت»      | Greg Nicotero         | Scott M. Gimple & Angela Kang & Matthew Negrete | ۲ آوریل ۲۰۱۷      | 11.31                      |